# André Backhaus
André Backhaus (ur. 5 marca 1970) – wschodnioniemiecki i niemiecki zapaśnik startujący w stylu wolnym. Zajął piąte miejsce na mistrzostwach świata w 1993. Mistrz Europy w 1993, a czwarty w 2003. Drugi w Pucharze Świata w 1997; czwarty w 2003; piąty w 1998 i 1999. Wygrał igrzyska bałtyckie w 1997. Mistrz świata juniorów w 1988 roku.
Wicemistrz NRD w 1989. Mistrz Niemiec w latach: 1993, 2001 – 2003 i 2005; drugi w 1991, 1992, 1994 i 1998, a trzeci w 1996, 1999 i 2009 roku.